# بزاوند
بزاوند ( ترکی آذربایجانی: Bozavend) یک منطقهٔ مسکونی در جمهوری آرتساخ است که در استان مارتاکرت واقع شده‌است.